# 4949 Akasofu
4949 Akasofu eller 1988 WE är en asteroid i huvudbältet, som upptäcktes den 29 november 1988 av den japanske amatörastronomen Takuo Kojima i Chiyoda. Den är uppkallad efter Syun-Ichi Akasofu.
Asteroiden har en diameter på ungefär 4 kilometer